# قابلية العمل
 قابلية العمل 
هي أن يصلح عمل الشيء أو اشتغاله وتقال للأنظمة والمنشآت الصناعية كما تقال للعمليات الجراحية. وهي متطلب لاوظيفي.